# Kőszeghy Károly
Kőszeghy Károly, Purth (Kőszeg, 1820. november 17. – Budapest, 1891. március 9.) magyar énekes (bariton).

## Életútja
Apja Purth István evangélikus tanító volt. Iskoláit szülővárosában és Sopronban folytatta. Teológiai tanulmányai folytatására 1840-ben Bécsbe ment, ahol megismerkedett Mayer Karolinával, a bécsi opera ünnepelt művésznőjével, aki bemutatta Weinkopf híres énektanárnak, aki magára vállalta a tehetséges ifjú kiképeztetését. Az ő ajánlatára Bartay Endre, a Nemzeti Színház akkori igazgatója 1843. március 7-én színpadra léptette Rodolfo szerepében Vincenzo Bellini Az alvajáró című operájában. Színészi képességeinek és különleges hangi adottságainak köszönhetően hamarosan a közönség egyik kedvence lett. Több mint 40 évig szinte pótolhatatlanul ő énekelte a hangfajába tartozó összes buffoszerepet. Az Operaház megnyitása után még néhány évig ott énekelt mint buffobasszus. 1887. március 7-én töltötte be színészkedése 45. évét és 1887. április 18-án megtartotta búcsúelőadását a Fekete domino c. operában, Gil Perez szerepében, majd május 1-én nyugalomba vonult.

## Főbb szerepei
- Auber: Fekete dominó - Gil Gerez
- Beethoven: Fidelio - Rocco
- Donizetti: Don Pasquale - Don Pasquale
- Erkel Ferenc: Hunyadi László - Cillei
- Meyerbeer: A próféta - Zakariás
- Mozart: Don Giovanni - Leporello
- Mozart: A varázsfuvola - Papageno